# Il fiume (film 1951)
Il fiume (The River) è un film del 1951 diretto da Jean Renoir e girato interamente in India. Si tratta per il regista del suo primo film a colori.

## Trama
(Capitan John)
Harriet, la ragazzina protagonista, appartiene a una famiglia inglese della media borghesia che risiede in India, nel Bengala, in una bella casa con giardino sulle rive di un affluente del fiume Gange; il padre dirige una fabbrica per la lavorazione della juta, la madre è in dolce attesa. Ha delle sorelle più piccole ed un unico fratello maschio, Bogey, un ragazzino di dieci anni che, insieme all'amico indiano Kanu, vuole imparare a incantare i cobra suonando il flauto. Frequenta due amiche, Valérie, figlia del proprietario dello jutificio, e Melanie, sua vicina di casa di sangue misto, con le quali condivide sogni e turbamenti adolescenziali.
Vedovo da tempo e solo con la figlia, il padre di Melanie ospita un cugino americano, il capitano John, che ha perso una gamba combattendo con eroismo nella appena conclusa seconda guerra mondiale. Provato e depresso, egli, con questo viaggio, cerca di ritrovare l'equilibrio psicologico perduto.
Le ragazze, incuriosite e desiderose di conoscere l'americano, lo invitano alla festa indiana delle luci, Diwali. Incomincia una gara tra le tre adolescenti per conquistare l'uomo. Ciascuna, per sedurlo, utilizza strategie diverse dettate dalle proprie inclinazioni istintive e va così scoprendo la propria femminilità: Harriet lo mette a parte del suo mondo fantastico, gli rivela il nascondiglio segreto dove custodisce i suoi tesori, gli fa leggere le poesie che scrive e gli racconta le favole che inventa; Valérie prende l'iniziativa, lo corteggia apertamente, si mostra intraprendente e spregiudicata, e ottiene di essere baciata; Melanie, pacata e matura, ritrova quella identità orientale, ereditata dalla madre morta quando lei era ancora bambina, e il profondo legame con la millenaria cultura indiana.
Un grave lutto colpisce la famiglia di Harriet: il gioco pericoloso del piccolo Bogey, convinto di riuscire a incantare un cobra, si trasforma in una tragedia. Harriet è sconvolta e si sente colpevole di non aver vigilato abbastanza e non aver avvisato in tempo i genitori, pur conoscendo il pericolo a cui il fratello si esponeva. La notte, dopo il funerale, scappa di casa e sale su di una piccola barca, avventurandosi sulle acque turbinose del fiume, forse con l'intenzione di suicidarsi. Provvidenzialmente Kanu chiama a raccolta i pescatori per andarla a soccorrere. Resa più forte dall'esperienza del dolore, nel dare l'addio a John, che ritorna in patria, promette di non rinunciare mai alla passione di scrivere favole e poesie. Ritorna la primavera e la madre di Harriet dà alla luce una bambina.

## Produzione
Il film fu prodotto da Kenneth McEldowney, "un commerciante di Beverly Hills, che adorava il cinema, adorava l'India e si adoperava in favore dei suoi due amori con dinamismo incredibile", lo definisce così Jean Renoir nelle sue memorie, esprimendogli riconoscenza per avergli permesso di realizzare il film.

### Riprese
Fu girato in India.
«Ci sistemammo in una villa sulle rive del fiume dove girai quasi tutto il film. Questa villa apparteneva alla famiglia di un maharaja che l'aveva abbandonata quando l'imperatrice delle Indie, la regina Vittoria, aveva lasciato Calcutta e si era trasferita a New Delhi».

### Soggetto
Il film si ispira ad un'opera letteraria omonima della scrittrice inglese Rumer Godden.
«Il libro di Rumer Godden è un atto d'amore verso l'infanzia. È anche un atto d'amore verso l'India, ma questo l'ho scoperto solo quando Kenneth McEldowney mi ci ha portato».

### Musica
La colonna sonora fu realizzata da M. A. Partha Sarathy. In essa, secondo le indicazioni di Renoir sempre molto attento al valore artistico del sonoro, si mescolano musiche tipiche della cultura occidentale e musiche indiane:
- musiche di Schumann e di Mozart, trasmesse dai dischi, nelle stanze della villa e che accompagnano la storia d'amore;
- musiche orientali, registrate dal vivo con le tecnologie più moderne per l'epoca, nella regione di Calcutta: canti tradizionali per le feste indù, la musica per flauto, che diventa il motivo che accompagna Bogey, musiche per il lutto, suonate con strumenti tipicamente indiani.

### Cast
Renoir in questo film non utilizza attori famosi, mescola ad alcuni attori professionisti altri alla loro prima prova. L'interprete di Harriet ad esempio fu selezionata fra un centinaio di scolare accorse dopo aver letto l'annuncio fatto pubblicare dal produttore McEldowney sul giornale. «La scelta di un'attrice non professionista per il ruolo principale era un tributo a quella che io chiamo la verità esteriore».
Nel ruolo di Melanie recita una danzatrice indiana, Radha Sri Ram, che gli era stata presentata a Benares, e che era figlia del presidente dell'Istituto Teosofico: grazie a lei aveva imparato a conoscere le danze chiamate “Katakali” e la musica della provincia di Madras.
Il film è stato fondamentale per il lancio delle carriere di Satyajit Ray e Subrata Mitra. Nel cast appaiono anche Esmond Knight, Nora Swinburne e Arthur Shields.

### Distribuzione
Il film venne presentato in prima a New York il 10 settembre 1951 e fu distribuito dall'United Artists.

## Tecnica cinematografica

### Il colore
Renoir racconta:
«La cosa che più affascinava il mio spirito di realizzatore di film era il vedere nei colori dell'India meravigliosi motivi per sperimentare in pratica le mie teorie sul film a colori. Da anni volevo fare un film a colori.[…] Il grande principio che mi avrebbe guidato nell'utilizzazione del colore consisteva nell'evitare effetti di laboratorio: niente filtri, niente tinte aggiunte successivamente. Secondo principio: nei film girati in esterni evitare paesaggi con sfumature troppo complesse.[…] La vegetazione tropicale offre una scelta limitata di colori: i verdi sono davvero verdi, i rossi sono davvero rossi. Per questo il Bengala, come molti paesi tropicali, è tanto adatto alla fotografia a colori. I colori lì non sono vivi senza però essere mescolati. La loro leggerezza fa pensare a Marie Laurencin, a Dufy, e oserei aggiungere a Matisse».

## Accoglienza
L'accoglienza della stampa fu contrastante.
Documentario mancato, panteismo eccessivo, assenza di critica al colonialismo: questi erano alcuni dei rimproveri ricorrenti mossi al film alla sua uscita nelle sale.
Sono i giornalisti dei Cahiers du cinéma a proporne una lettura più approfondita e André Bazin lo giudica "un puro capolavoro".

### Critica
Carlo Felice Venegoni:
«Si sarebbe tentati di affermare che The River è il più lirico dei film di Renoir, ma più verosimilmente questo film segna il definitivo trasferimento del regista dalla realtà a una specie di teatro ideale dove i personaggi che a loro modo echeggiano la realtà, giocano la commedia della vita per trarne una morale spesso amara, e sempre comunque condizionata dal ruolo che ciascuno di essi rappresenta».

## Influenza culturale
Al New York Film Festival, il regista Wes Anderson, grande fan di Jean Renoir, ricordò la volta in cui Martin Scorsese gli aveva mostrato una copia di The River, uno dei film preferiti di Scorsese. Il fiume ispirò moltissimo Anderson e lo convinse a realizzare un film sull'India: Il treno per il Darjeeling.

## Il "Rangoli"
L'immagine iniziale del film è un disegno che le donne indiane tracciano sul pavimento, per onorare gli ospiti di riguardo. In bengalese il disegno è chiamato "Rangoli". La macchina da presa inquadra un pavimento di colore scuro su cui mani femminili dipingono con una tinta bianca a base di polvere di riso una figura complessa, simile ad un fiore. Il disegno è una chiave interpretativa del film, un simbolo: ci introduce dentro la storia e allude al movimento circolare che riporta al punto di partenza. Il disegno ritorna nella cerimonia del matrimonio raccontato nella favola di Harriet.

## Le feste indiane
Il racconto del film si snoda ritmato dal fluire del fiume e dal fluire del tempo. Il susseguirsi delle stagioni è sottolineato dalla celebrazione delle feste indiane: Diwali, la festa delle luci, che cade all'inizio dell'inverno, Makara Sankranti, la festa degli aquiloni in gennaio, Holi, la festa dei colori, all'inizio della primavera.

## La favola di Harriet
Harriet legge a Valérie e al capitano John una sua favola sul dio Krishna. Una giovane sposa invoca gli dei per avere un figlio: nasce una bambina. Cresciuta e divenuta donna, ella si innamora di un giovane, bello come il dio Krishna, ma il padre ha scelto per lei un uomo che non conosce. Il giorno delle nozze scopre che l'uomo è proprio colui che ella ama. La ragazza, somigliante a Melanie, si trasforma nella dea Rādhā. Trasfigurata dalla felicità, inizia a danzare: è la sequenza della danza Katakali. Tempo dopo, ritornata alla realtà quotidiana, anche lei si reca a pregare gli dei per diventare madre. Tutto ricomincia.

## Il fico sacro
Nel giardino della villa si erge, bellissimo e maestoso, un gigantesco fico sacro: "un castello, un labirinto pieno di misteri". Esso è un albero sacro per gli indiani e ricco di leggende. All'ombra della fantastica chioma dei rami, che a primavera si caricano di fiori fiammeggianti, la famiglia trascorre le ore più serene ma è anche fra il groviglio del suo tronco che Bogey e Kanu stanano il cobra ed è lì che Harriet scopre il corpo del fratellino morto.

## L'eterno ritorno
Corre il fiume e ruota il mondo.

Albe e tramonti, notti e meriggi,

e il sole che arde e il vento, la luna, le stelle...

Muore il giorno e la fine ha inizio.»
(Poesia scritta da Harriet per il capitano John; Harriet la recita, per la seconda volta alla fine del film, mentre scorrono le ultime inquadrature sull'acqua del fiume.)
"Un film-cerchio": la definizione proposta da Claude de Givray, ripresa e citata da François Truffaut nel suo libro, I film della mia vita, riassume bene l'avvicinamento lirico del regista alla natura imperturbabile e ciclica.

## Riconoscimenti
Il film fu premiato alla Mostra di Venezia 1951, anche come tardiva riparazione al negato Leone d'Oro per La grande illusione.
Nel 1951 il National Board of Review of Motion Pictures l'ha inserito nella lista dei migliori film stranieri dell'anno.